# خانه مینایی

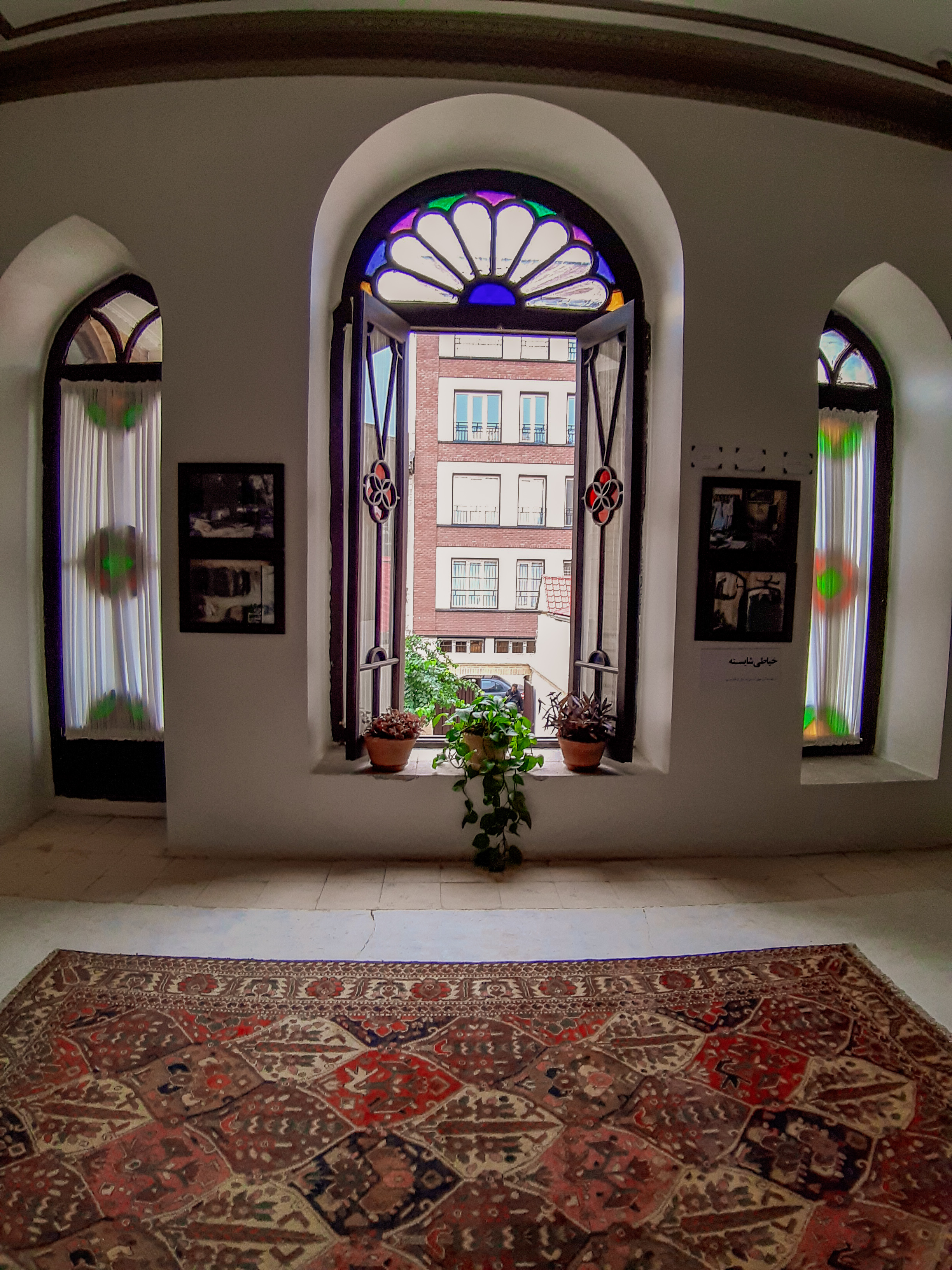

خانه مینایی با  ۴۴۷ مترمربع مساحت مربوط به دوره ناصری است و در تهران، خیابان ولی عصر (پهلوی سابق)، بالاتر از میدان منیریه، کوچه مسلم کریمی طینت، پلاک ۵ واقع شده و این اثر در تاریخ ۳ خرداد ۱۳۸۶ با شمارهٔ ثبت ۱۹۱۶۸ به‌عنوان یکی از آثار ملی ایران به ثبت رسیده‌است. این خانه از معماری ارزشمندی برخوردار بوده چنانچه همه نشانه‌های معماری قدیم ایران، از آب انبار و اتاق‌های زمستانه و تابستانه گرفته تا طاقچه، آینه‌کاری و حوض قدیمی را دربرگرفته است.
در شهریور ۱۳۹۵ توسط سازمان زیباسازی شهر تهران از مالک آن خریداری شد تا پس از مرمت و بازسازی به امور فرهنگی اختصاص یابد. خانه مینایی به عنوان موزه‌ی خیابان ولیعصر در شانزدهم مهر ماه سال ۱۳۹۸ توسط محسن هاشمی رئیس شورای شهر تهران افتتاح گردید.

## تاریخچه
خانه مینایی روزگاری جزو املاک منیرالسلطنه مادر کامران میرزا، نایب السلطنه و پسر سوم ناصرالدین شاه بود. پس از فوت کامران میرزا، زمین‌های این محله به عبدالحسین میرزا فرمانفرما نوه سردارعباس‌میرزا، یکی از شاهزاده‌های قاجاری و نخست‌وزیر ایران فروخته شد. خانه مینایی، پس از چندین بار دست‌به‌دست‌شدن، فرهاد مینایی در سال ۱۳۴۵ آن را از تقی‌رضا، یکی از قصاب‌های معروف تهران، به قیمت  ۱۴۰ هزار تومان خریداری کرد